# Yirgalem
Yirgalem (Ge'ez: ይርጋለም, aussi transcrit Irgalem ou Yirga Alem) est une ville du sud de l'Éthiopie, située dans l'ancienne zone Sidama de la région des nations, nationalités et peuples du Sud devenue la région Sidama en 2020.
Ancienne capitale administrative de la province du Sidamo, Yirgalem reste la ville la plus peuplée de la région Sidama après Hawassa.
Elle est le chef-lieu du woreda Dale.
Yirgalem se trouve une quarantaine de kilomètres au sud d'Hawassa à quelques kilomètres d'Aposto où passe la route principale Addis-Abeba-Nairobi.
Sa population atteint 30 348 habitants au recensement national de 2007.